# Wijnegem
Wijnegem est une commune néerlandophone de Belgique située en Région flamande dans la province d'Anvers. Wijnegem appartient au canton électoral de Zandhoven (nl) et le canton judiciaire de Schilde (nl).

## Héraldique
|  | La commune possède des armoiries qui lui ont été octroyées le 26 février 1845 et à nouveau le 12 mars 1996. Ce sont celles de la famille Roelants (Wapen van Wijnegem (nl)), telles qu’elles étaient utilisées à la fin du XVIIIe siècle. La famille acquit le domaine de Wijnegem à la fin du XVIIIe siècle et y ajouta les raisins têtus ("wijn"" se traduit "vin" en français) à leurs armoiries ancestrales, une croix dorée en noir. Au milieu du XIXe siècle, la commune demanda l’utilisation de ces armoiries comme armes communales. (Traduction libre) Blasonnement : De sable, à une croix oblique sculptée, accompagnée de quatre grappes de raisin, toutes dorées et munies de tiges. L'écu surmonté d'un casque d'argent, de treillis, d'un collier et bordé d'or, doublé et suturé de gueules, de linceul et de couvertures d'or et de sable. Signe de casque : un vol de sable et d'or. Source du blasonnement : Heraldy of the World. |

## Géographie

### Communes limitrophes
|        | Schoten   |         |
| Anvers | Wijnegem  | Schilde |
|        | Wommelgem |         |

## Démographie

### Évolution démographique
Graphe de l'évolution de la population de la commune.
- Source : DGS - Remarque: 1806 jusqu'à 1981=recensement; depuis 1990=nombre d'habitants chaque 1er janvier[2]

## Personnalités liées à la commune
- Gustave Van Havre (1817 - 1892) : homme politique, ancien bourgmestre de Wijnegem
- Karel Verbist (1883-1909), coureur cycliste belge ;
- Paul Van Hoeydonck (1925- ) : sculpteur

### Lien externe

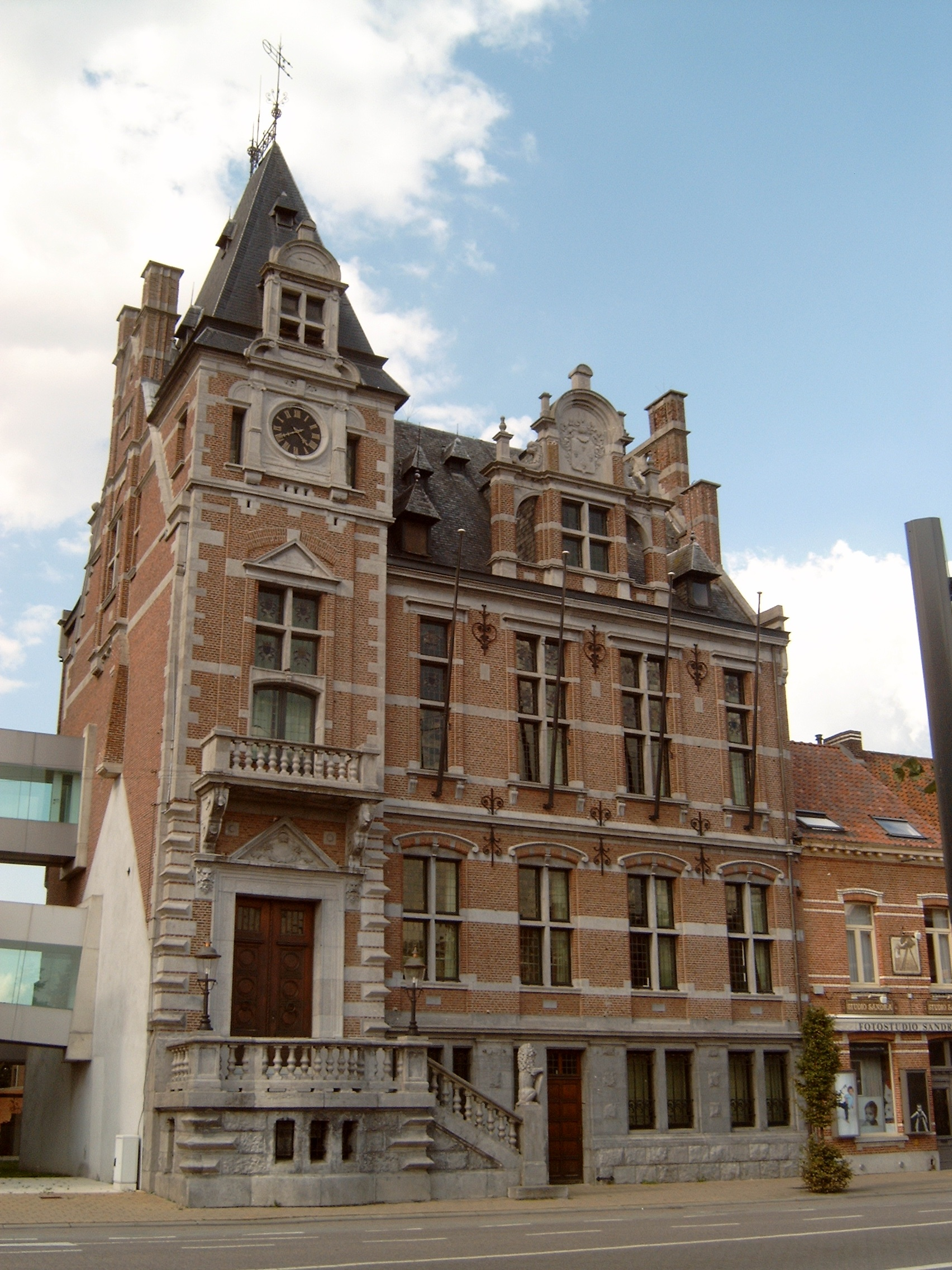
La maison communale de Wijnegem